# Патяк, Олег Станиславович
Оле́г Станисла́вович Па́тяк (укр. Олег Станіславович Патяк; 28 ноября 1985, Запорожье, Украинская ССР, СССР) — украинский футболист, полузащитник.

## Биография
Воспитанник запорожского «Металлурга», тренер — Владимир Шаповалов. В ДЮФЛ за «Металлург» играл с 1998 года по 2002 год. В 2001 году был переведён в Металлург-2, клуб выступал во Второй лиге. Сезон 2002/03 провёл в клубе «Торпедо» из Запорожья и сыграл 22 матча во Второй лиге и 1 матч в Кубке Украины. Затем играл в клубе «Уралан» из города Элиста. После снова играл за «Металлург-2», вместе с командой дважды становился бронзовым призёром Второй лиге. В июне 2007 года провёл 2 матча за основу «Металлурга» в Высшей лиге против «Харькова» и «Шахтёра», Патяк выходил в конце матча, а «Металлурга» тогда играл ослабленным составом.
В 2008 году был отдан в аренду российскому клубу «Спартак-Нальчик». В июне 2008 года подписал трёхлетний контракт с клубом. В команде провёл 2 матча в Премьер-лиге против «Терека» и «Шинника», 1 матч в Кубке России, также сыграл 16 матчей и забил 1 гол в молодёжном первенстве.
Зимой 2009 года побывал на просмотре в клубах «СКА-Энергия» и «Витебск», но обеим командам не подошёл. Летом 2009 года побывал на просмотре в украинских клубах «Заря» и «Закарпатье», но также в клубы не перешёл.
Зимой 2010 года перешёл в клуб Первой лиги Украины «Феникс-Ильичёвец». Всего за клуб в Первой лиге он провёл 16 матчей, также провёл 1 матч в Кубке Украины. Затем покинул клуб в статусе свободного агента. Затем выступал в любительском клубе «Вектор» из села Богатыревка. В августе 2013 года перешёл в черкасский «Славутич», в котором провёл 10 матчей.

## Достижения
- Бронзовый призёр Второй лиги Украины (2): 2003/04, 2005/06